# Can't Leave 'em Alone
„Can't Leave 'em Alone” este un cântec al interpretei americane Ciara. Piesa a fost compusă de Darkchild, fiind inclusă pe cel de-al doilea material discografic de studio al artistei, Ciara: The Evolution. Înregistrarea a fost lansată ca al ultimul single al albumului în luna iulie a anului 2007. Piesa reprezintă o colaborare cu 50 Cent.
Compoziția a ocupat locul 4 în Noua Zeelandă, însă a devenit un eșec în restul teritoriilor unde a fost promovat.

## Lista cântecelor
Disc single distribuit prin iTunes
- „Can't Leave 'em Alone” - 4:04 (versiunea de pe album)

## Clasamente
| Clasament                   | Poziția maximă | Referință |
| --------------------------- | -------------- | --------- |
| Germania Singles Chart      | 44             | [ 2 ]     |
| Noua Zeelandă Singles Chart | 4              | [ 2 ]     |
| Swiss Singles Chart         | 67             | [ 2 ]     |
| U.S. Billboard Hot 100      | 40             | [ 2 ]     |